# 掛堀用水

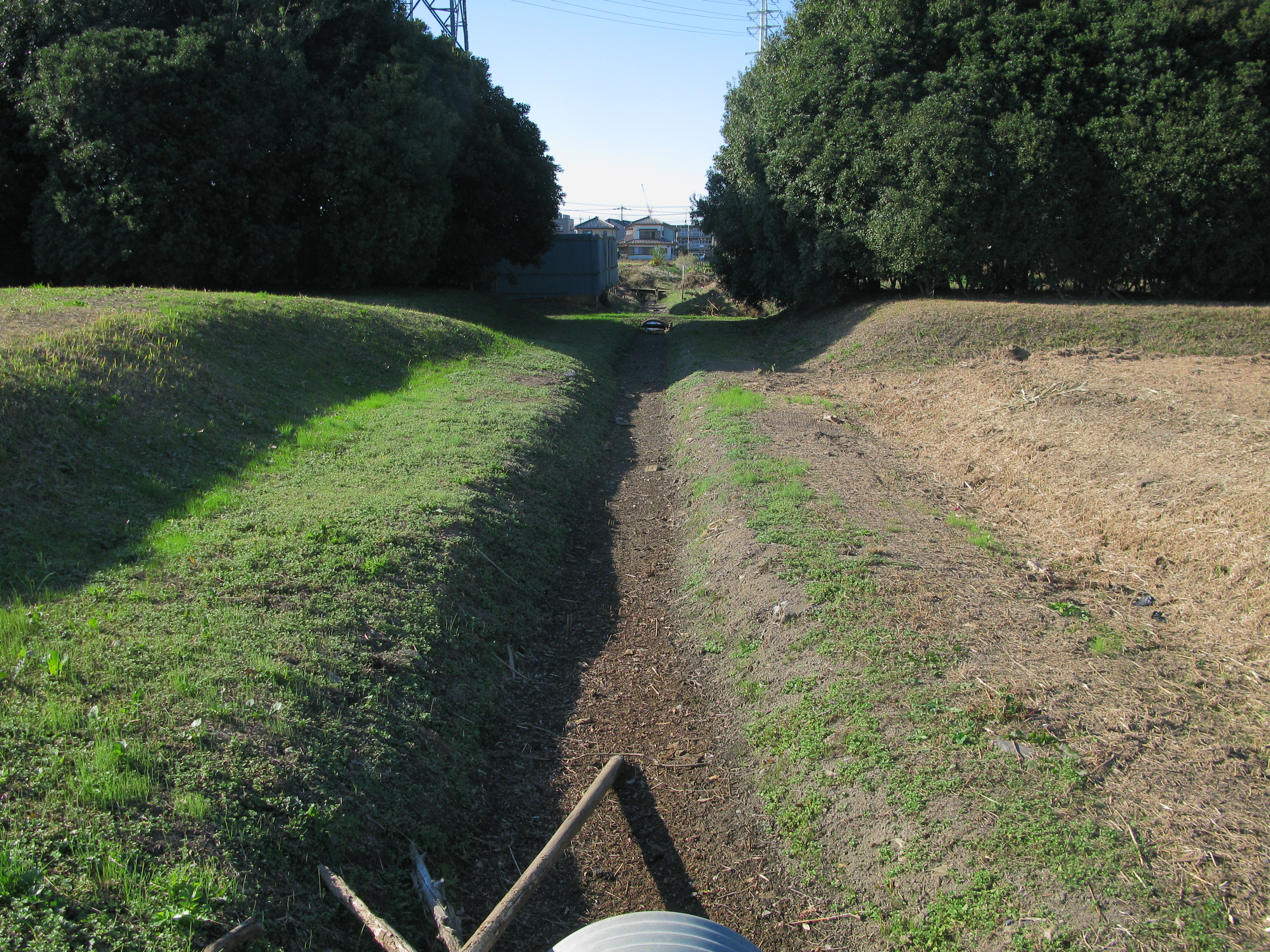
古利根川水循環センターより上流方向

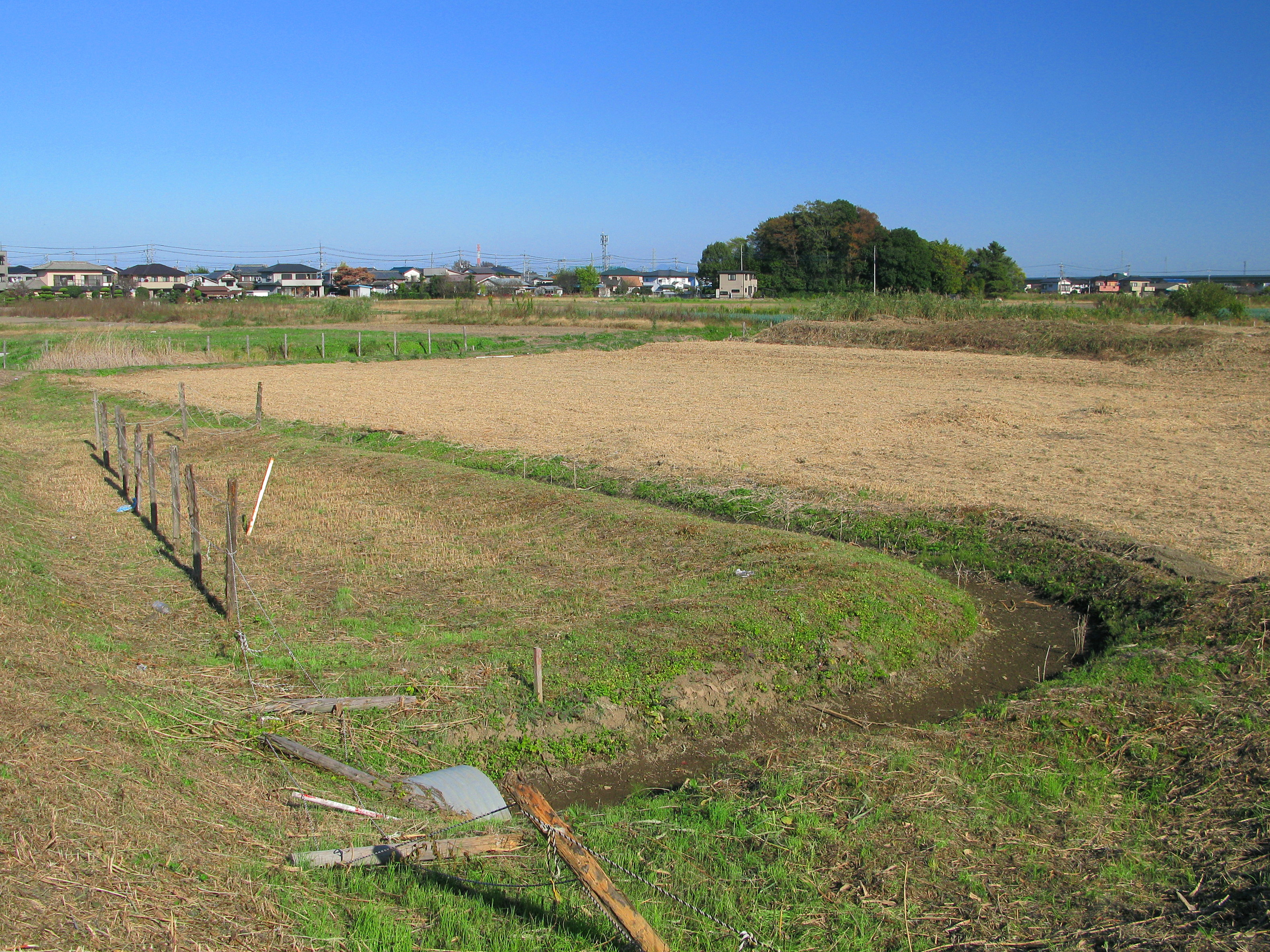
古利根川水循環センター北西方

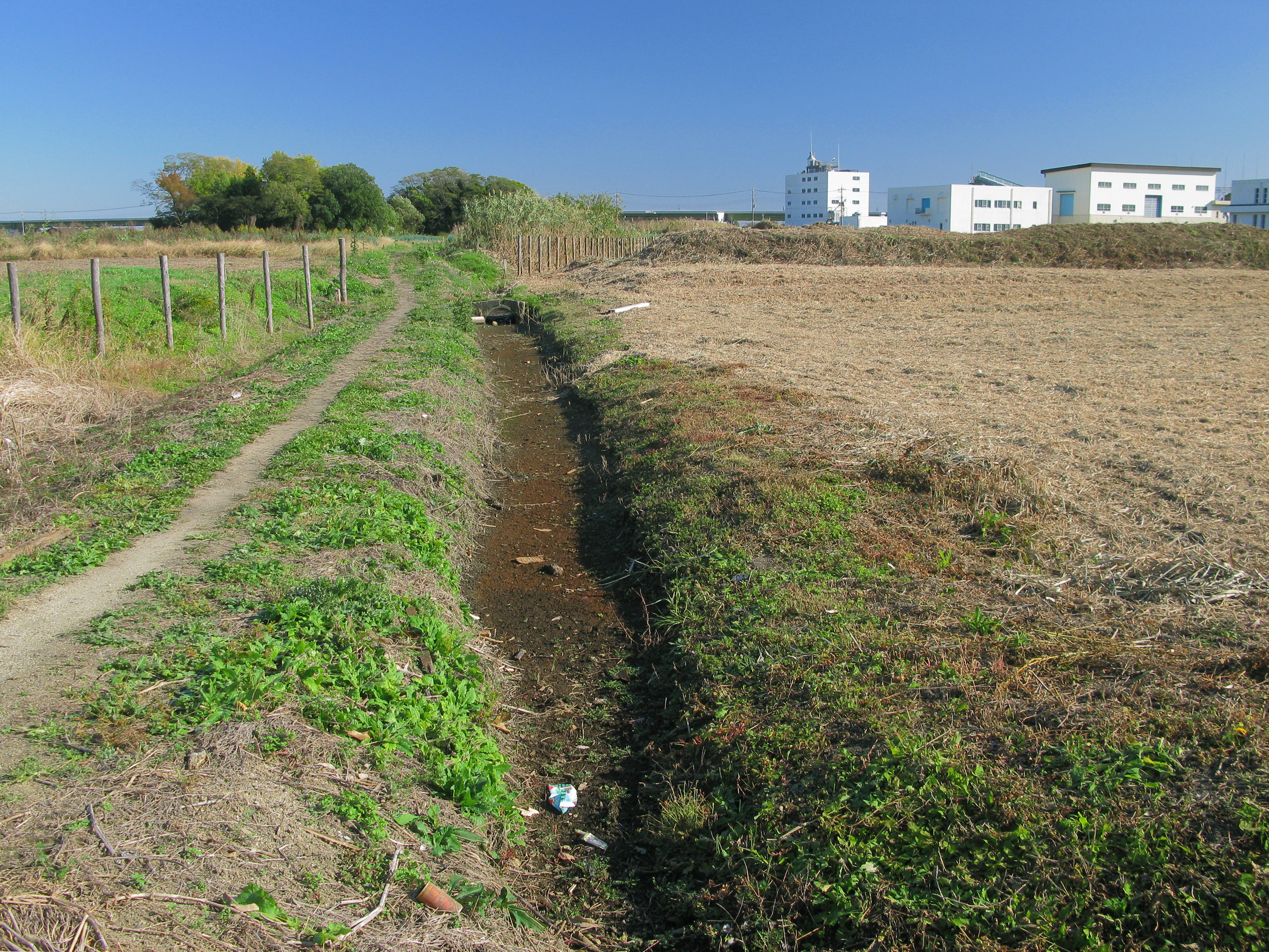
吉羽天満宮方向へ至る

掛堀用水（かけほりようすい）は、埼玉県久喜市の太田地区を流下していた水路である。

## 概要
主として農業用水とし、中堀落川（北側）と中落堀川（南側）との間の地域を灌漑し、水田などの用水に用いられてきた。水源は新規堀用水の分流より現在の久喜市久喜東3丁目にて分水し、東方へ向かい流下していた。その流末は吉羽字前の吉羽天満宮（座標）の南方にて中堀落川へと至っていた。
現在、上流域は太田土地区画整理により市街化し、都市排水路として用いられる。またこの流域では暗渠化され、流路の地上部は歩道として利用されている。いちょう通り（市道青毛下早見線）以東の流域では素掘りの流路として水田などの農地の中を流下しているが、古利根川水循環センター（座標）の北側では同施設の造成などで部分的に流路が残存するのみとなっており、かつての一本としての完全な流路は失われている。今日の流末は古利根川水循環センターの北西付近にて中堀落川へ排水されている。
当時灌漑していた流域は主に大字西と大字吉羽である。またこれらの大字のうち一部は現在の久喜東である。

## 流路
- 起点：新規堀用水の分流。（今日の久喜東3丁目地内）
- 久喜東3丁目地内にて新規堀用水の分流より分水する。（座標）分水後、市道の歩道下の暗渠を南東へ流下する。
- いちょう通りを東側へ横断し、西（大字の名称）を流下したところで開渠となる。（座標）
- 吉羽字前の農地などの中を中堀落川の南方に並行し南東へ流下する。
- 現在の古利根川水循環センター北西方の同施設作業道付近にて北へ直角に流路を変え、約50mほど流下したところで再び南東へ直角に流路を変える。
- 吉羽天満宮の南側「天神池」の付近にて中堀落川へと至り、終点となる。（座標）
- 終点：中堀落川

## 橋梁
（現在）
- 久喜東3丁目地内の暗渠
- いちょう通り（市道青毛下早見線）暗渠
- 市道橋梁
- 市道橋梁
- 土管（古利根川水循環センター作業道）